# Konrad Winkler
Konrad Winkler (17 febbraio 1955) è un ex combinatista nordico tedesco.

## Carriera
Durante la sua carriera agonistica gareggiò per la Nazionale di sci nordico della Germania Est, con la quale vinse due medaglie di bronzo alle uniche due Olimpiadi a cui prese parte: Innsbruck 1976 e Lake Placid 1980.
È stato altresì campione del mondo individuale della disciplina.

## Palmarès

### Olimpiadi
- 2 medaglie:
  - 2 bronzi (individuale a Innsbruck 1976; individuale a Lake Placid 1980).

### Mondiali
- 3 medaglie:
  - 2 ori (individuale a Lahti 1978 e staffetta a Oslo 1982).
  - 1 argento (15 km individuale a Oslo 1982).